# 詰将棋解答選手権
詰将棋解答選手権（つめしょうぎかいとうせんしゅけん）は、毎年春に行われる、詰将棋を速く正確に解く能力を競う大会である。最高難度の問題が出題される「チャンピオン戦」の他に「一般戦」と「初級戦」のクラスがある。2004年に詰将棋作家である若島正によって企画されて以降、毎年開催されている。

## 概要
開催に際しては、主催者の尽力の他に「後援」「出題作品の提供」「地方会場の提供」「参加者」によって成立している。また、参加者による参加レポート等もこのイベントを継続的に開催するための重要な要素となっている。
- 主催・運営
  - 詰将棋解答選手権実行委員会（発足当初はチェス・将棋交流協会が主催）
- 後援
  - 朝日新聞社（2017年までは協賛）
  - 詰将棋パラダイス
  - 日本将棋連盟
- 出題作品の提供（2008年（第5回）からは毎年公募している[1]）
- 地方会場〈一般戦・初級戦〉の提供（2009年（第6回）からは毎年公募している）
- 参加者
  - 棋士・女流棋士
    - 棋士の中でも詰将棋に関心の高い一部の棋士しか参加していない[注釈 1]。また、参加する棋士はプライベートでの参加であるため、一般参加者に対しては開催案内にて「気安く話し掛けたり、写真を撮影したりなどの行為はお控えください。どうかマナーを守ってご参加ください」と注意書きがされている[2]。

  - 一般参加者（奨励会員含む）
    - これまでの参加者による参加レポートは「詰将棋解答選手権: 詰将棋メモ」によくまとめられている。

公式の詰将棋解答選手権 速報ブログは情報が体系的ではない。また、書籍『詳解 詰将棋解答選手権 チャンピオン戦 2004〜2019』において一部の内容に誤りがあることが確認されている。ここでは情報を吟味した上で、より正確であろう情報についてまとめておく。

## 詰将棋解答選手権の難しさ
これまでの傾向からすると、読みの速さ、正確さにおいて、チャンピオン戦で優勝するにはプロ棋士トップレベルの技量が、一般戦で優勝するにはプロ棋士中堅以上の技量が必要である（一般戦は2024年度からは各地域ごとに優勝者が決まる形式に戻ったため、オンライン開催が主流であったコロナ禍の時期と比べ優勝はかなり容易となった）。しかし本将棋における棋力とは別に、詰将棋に関する能力・技術の影響も少なくない。詰将棋の解答におけるコツや手筋、考え方、時間の使い方を学ぶことによって詰将棋解答選手権で上位入賞を狙うことができる。実際、プロ棋士ほどの棋力がないものの、詰将棋作家を始めとする詰将棋が得意なアマチュアがチャンピオン戦においてプロ棋士を抑えて3位以内に入賞するという実績が多くある。
詰将棋の難しいところは、攻め方の手だけを考えればよいというものではないところにある。詰将棋の解答においては攻め方の手に加えて、玉方の手を正確に解答しなければならない。攻め手に対してどのような応手があり、玉方として最善の応手が何であるのかを全ての変化を考慮した上で判断しなければならない。また、初級戦を除いて、出題された詰将棋が何手詰であるかの情報がないため、全ての変化に加えて、攻め方・玉方が最善手を指した場合に何手詰になるのかについても、その答えを発見しなければならない。
なお、「誰にでも解けそうなものから誰が挑戦しても難しいような程よい難易度を持ったセットにして、同点者が何人も出て時間勝負になるのではなく、満点が1人だけ出てチャンピオンが決まるのが望ましい」という実行委員の思いがあるため、チャンピオン戦の問題であっても、棋力が高くない参加者でも解ける問題が含まれていることが多い。しかしながら、制限時間内に多くの問題を正答することが難しいのは言うまでもない。
2024年は5年ぶりにチャンピオン戦が開催されたが、久々の開催とあって例年にも増して難易度が高く、特に若島正作の第10問は参加者全員が0点（部分点獲得者すら0人）という難問で、優勝者の得点も73点と例年になく低い点となった。

## チャンピオン戦の結果
段級位・肩書は大会当時のもの。段級位はプロ・奨励会に限り、アマチュアは段級位に関係なくアマで統一。カッコ内の数字は（得点／消費時間）。ハイライトは満点解答者（第1回-第5回は50点満点）。
| 開催回 | 開催日               | 優勝 (得点/時間[分])                                                   | 優勝 (得点/時間[分])                                                   | 2位 (得点/時間[分])                                                    | 2位 (得点/時間[分])                                                    | 3位 (得点/時間[分])                                                    | 3位 (得点/時間[分])                                                    | 備考       | 備考       |
| ------ | -------------------- | ---------------------------------------------------------------------- | ---------------------------------------------------------------------- | ---------------------------------------------------------------------- | ---------------------------------------------------------------------- | ---------------------------------------------------------------------- | ---------------------------------------------------------------------- | ---------- | ---------- |
| 第1回  | 2004年 2月22日（日） | 宮田敦史 四段                                                          | （050 / 076）                                                          | 東野徹男 アマ                                                          | （050 / 143）                                                          | 上野裕和 四段                                                          | （047 / 145）                                                          | (50点満点) | (50点満点) |
| 第2回  | 2005年 3月06日（日） | 宮田敦史 五段                                                          | （050 / 090）                                                          | 柳田明 アマ                                                            | （046 / 148）                                                          | 神谷崇 アマ                                                            | （046 / 161）                                                          | (50点満点) | (50点満点) |
| 第3回  | 2006年 3月21日（火） | 宮田敦史 五段                                                          | （050 / 063）                                                          | 篠田正人 アマ                                                          | （050 / 109）                                                          | 上野裕和 四段                                                          | （047 / 136）                                                          | (50点満点) | (50点満点) |
| 第4回  | 2007年 5月05日（土） | 北浜健介 七段                                                          | （047 / 141）                                                          | 谷川浩司 九段                                                          | （046 / 169）                                                          | 広瀬章人 五段                                                          | （045 / 137）                                                          | (50点満点) | (50点満点) |
| 第5回  | 2008年 5月05日（月） | 宮田敦史 五段                                                          | （038 / 126）                                                          | 黒川智記 4級                                                           | （038 / 176）                                                          | 北浜健介 七段                                                          | （037 / 161）                                                          | (50点満点) | (50点満点) |
| 第6回  | 2009年 3月29日（日） | 宮田敦史 五段                                                          | （100 / 111）                                                          | 広瀬章人 五段                                                          | （090 / 114）                                                          | 斎藤慎太郎 三段                                                        | （090 / 132）                                                          | [ 10 ]     | [ 10 ]     |
| 第7回  | 2010年 3月22日（月） | 船江恒平 三段                                                          | （100 / 161）                                                          | 井上徹也 アマ                                                          | （090 / 129）                                                          | 広瀬章人 五段                                                          | （090 / 147）                                                          | [ 11 ]     | [ 11 ]     |
| 第8回  | 2011年 3月27日（日） | 井上徹也 アマ                                                          | （100 / 137）                                                          | 中村太地 五段                                                          | （100 / 156）                                                          | 広瀬章人 王位                                                          | （100 / 165）                                                          | 東京       | [ 注釈 4 ] |
| 第8回  | 2011年 3月27日（日） | 斎藤慎太郎 三段                                                        | （100 / 125）                                                          | 船江恒平 四段                                                          | （082 / 153）                                                          | 長谷治彦 アマ                                                          | （082 / 163）                                                          | 大阪       | [ 注釈 4 ] |
| 第9回  | 2012年 3月25日（日） | 斎藤慎太郎 三段(新四段)                                                | （100 / 137）                                                          | 黒川智記 初段                                                          | （100 / 147）                                                          | 竹中健一 アマ                                                          | （090 / 176）                                                          | [ 14 ]     | [ 14 ]     |
| 第10回 | 2013年 3月31日（日） | 宮田敦史 六段                                                          | （100 / 116）                                                          | 山田康平 アマ                                                          | （081 / 148）                                                          | 折田翔吾 三段 井上徹也 アマ                                            | （081 / 166）                                                          | [ 15 ]     | [ 15 ]     |
| 第11回 | 2014年 3月30日（日） | 若島正 アマ                                                            | （089 / 110）                                                          | 竹中健一 アマ                                                          | （084 / 121）                                                          | 宮田敦史 六段                                                          | （084 / 126）                                                          | [ 16 ]     | [ 16 ]     |
| 第12回 | 2015年 3月29日（日） | 藤井聡太 二段                                                          | （100 / 159）                                                          | 山田康平 アマ                                                          | （091 / 174）                                                          | 宮田敦史 六段                                                          | （090 / 120）                                                          | [ 17 ]     | [ 17 ]     |
| 第13回 | 2016年 3月27日（日） | 藤井聡太 三段                                                          | （090 / 110）                                                          | 黒川智記 三段                                                          | （090 / 140）                                                          | 若島正 アマ                                                            | （090 / 169）                                                          | [ 18 ]     | [ 18 ]     |
| 第14回 | 2017年 3月26日（日） | 藤井聡太 四段                                                          | （091 / 114）                                                          | 池永天志 三段(新四段)                                                  | （090 / 152）                                                          | 宮田敦史 六段                                                          | （090 / 159）                                                          | [ 19 ]     | [ 19 ]     |
| 第15回 | 2018年 3月25日（日） | 藤井聡太 六段                                                          | （100 / 145）                                                          | 宮田敦史 六段                                                          | （094 / 180）                                                          | 及川拓馬 六段                                                          | （082 / 180）                                                          | [ 20 ]     | [ 20 ]     |
| 第16回 | 2019年 3月31日（日） | 藤井聡太 七段                                                          | （98.5 / 145）                                                         | 斎藤慎太郎 王座                                                        | （096 / 175）                                                          | 宮田敦史 七段                                                          | （090 / 151）                                                          | [ 21 ]     | [ 21 ]     |
| 第17回 | 2020年（開催中止）   | 新型コロナウイルス感染症の流行に伴い、一般戦・初級戦のみオンライン開催 | 新型コロナウイルス感染症の流行に伴い、一般戦・初級戦のみオンライン開催 | 新型コロナウイルス感染症の流行に伴い、一般戦・初級戦のみオンライン開催 | 新型コロナウイルス感染症の流行に伴い、一般戦・初級戦のみオンライン開催 | 新型コロナウイルス感染症の流行に伴い、一般戦・初級戦のみオンライン開催 | 新型コロナウイルス感染症の流行に伴い、一般戦・初級戦のみオンライン開催 | [ 22 ]     | [ 22 ]     |
| 第18回 | 2021年（開催中止）   | 新型コロナウイルス感染症の流行に伴い、一般戦・初級戦のみオンライン開催 | 新型コロナウイルス感染症の流行に伴い、一般戦・初級戦のみオンライン開催 | 新型コロナウイルス感染症の流行に伴い、一般戦・初級戦のみオンライン開催 | 新型コロナウイルス感染症の流行に伴い、一般戦・初級戦のみオンライン開催 | 新型コロナウイルス感染症の流行に伴い、一般戦・初級戦のみオンライン開催 | 新型コロナウイルス感染症の流行に伴い、一般戦・初級戦のみオンライン開催 | [ 23 ]     | [ 23 ]     |
| 第19回 | 2022年（開催中止）   | 新型コロナウイルス感染症の流行に伴い、一般戦・初級戦のみオンライン開催 | 新型コロナウイルス感染症の流行に伴い、一般戦・初級戦のみオンライン開催 | 新型コロナウイルス感染症の流行に伴い、一般戦・初級戦のみオンライン開催 | 新型コロナウイルス感染症の流行に伴い、一般戦・初級戦のみオンライン開催 | 新型コロナウイルス感染症の流行に伴い、一般戦・初級戦のみオンライン開催 | 新型コロナウイルス感染症の流行に伴い、一般戦・初級戦のみオンライン開催 | [ 24 ]     | [ 24 ]     |
| 第20回 | 2023年（開催中止）   | 新型コロナウイルス感染症の流行に伴い、一般戦・初級戦のみオンライン開催 | 新型コロナウイルス感染症の流行に伴い、一般戦・初級戦のみオンライン開催 | 新型コロナウイルス感染症の流行に伴い、一般戦・初級戦のみオンライン開催 | 新型コロナウイルス感染症の流行に伴い、一般戦・初級戦のみオンライン開催 | 新型コロナウイルス感染症の流行に伴い、一般戦・初級戦のみオンライン開催 | 新型コロナウイルス感染症の流行に伴い、一般戦・初級戦のみオンライン開催 | [ 25 ]     | [ 25 ]     |
| 第21回 | 2024年 3月31日（日） | 古賀悠聖 六段                                                          | （073 / 177）                                                          | 斎藤慎太郎 八段                                                        | （63.5 / 180）                                                         | 黒川智記 アマ                                                          | （062 / 180）                                                          | [ 26 ]     | [ 26 ]     |
| 第22回 | 2025年 3月30日（日） | 藤井聡太 竜王・名人                                                    | （100 / 121）                                                          | 岩村凛太朗 三段                                                        | （91 / 176）                                                           | 山下数毅 三段                                                          | （83 / 176）                                                           | [ 27 ]     | [ 27 ]     |

## 注目選手

### 宮田敦史
宮田敦史は詰将棋を解く能力に優れており、終盤の読みの正確さから「スーパーあつしくん」の異名で知られている。第1回大会の招待選手であり、病気休場であった第4回を除くと、第1回、第2回、第3回、第5回、第6回と5連続で優勝し、第10回を含めて合計6回の優勝経験者である。
第3回大会の開催にあたっては、宮田が出場しなければ参加者のレベルが下がるため、宮田が出場するかどうかで問題を差し替えることも検討されていたという。第3回大会に宮田は出場し、3期連続満点での3連覇を果たした。以後も優勝候補の筆頭として注目され続けている選手である。その実績から、2017年には藤井聡太とともに門脇芳雄賞（日本詰将棋連盟）を受賞している。
| クラス         | 第1回 | 第2回 | 第3回 | 第4回  | 第5回 | 第6回 | 第7回 | 第8回  | 第9回 | 第10回 |
| -------------- | ----- | ----- | ----- | ------ | ----- | ----- | ----- | ------ | ----- | ------ |
| チャンピオン戦 | 第1位 | 第1位 | 第1位 | 不参加 | 第1位 | 第1位 | 第6位 | 不参加 | 第6位 | 第1位  |

| クラス         | 第11回 | 第12回 | 第13回 | 第14回 | 第15回 | 第16回 | 第17回   | 第18回   | 第19回   | 第20回   |
| -------------- | ------ | ------ | ------ | ------ | ------ | ------ | -------- | -------- | -------- | -------- |
| チャンピオン戦 | 第3位  | 第3位  | 第5位  | 第3位  | 第2位  | 第3位  | 開催中止 | 開催中止 | 開催中止 | 開催中止 |

| クラス         | 第21回 | 第22回 |
| -------------- | ------ | ------ |
| チャンピオン戦 | 第8位  | 第4位  |

### 藤井聡太
藤井聡太は2002年7月生まれ。2007年、5歳の夏に初めて将棋の盤駒を与えてもらい将棋を覚え始め、将棋を指せる祖父が相手をしていたが、秋になると祖父は藤井に歯が立たなくなった。将棋に夢中になった藤井は「将棋が指したい」と祖父に言い寄り、近所の将棋教室を探すことになった。同年12月、瀬戸市内の将棋教室「ふみもとこども将棋教室」に入会。入会時に師範から渡された、500ページ近い厚さの所司和晴『駒落ち定跡』（日本将棋連盟、ISBN 4819702092、〈改訂版〉ISBN 978-4-8399-3708-9）を、まだ読み書きができない藤井は符号を頼りに読み進め、1年後には完全に理解・記憶した。
将棋教室で昇級を目指す傍ら、2009年4月、6歳で初めて詰将棋解答選手権（第6回）の初級戦に出場した。同年の冬には将棋教室でアマ初段になり、ふみもとこども将棋教室ではアマ初段になった子へは東海研修会への入会を勧めていたため、藤井は東海研修会へ入会することとなる。その数か月後の2010年4月、7歳で第7回大会の一般戦へ出場し、小学一年生にして一般戦で満点を取る快挙を成し遂げた。
さらに翌年、2011年3月には小学2年生にして第8回大会のチャンピオン戦に出場し周囲の人間を驚かせた。第1ラウンドの成績が谷川浩司九段より上だったのである（第1ラウンドは60点満点に対し、谷川が32点、藤井が41点）。最終成績では藤井は谷川よりも下位の関西13位であったが、それでも小学生低学年でこれほどの実績を残したことは特筆に値する。
藤井の名が広く知れ渡ったのは2015年の第12回大会のことである。藤井少年（小学6年生）がチャンピオン戦で単独満点優勝を果たした。トッププロでも満点を取るのが難しいチャンピオン戦において、小学生が満点で優勝することは全くの想定外だった。藤井の活躍は留まるところを知らず、以後、第13回、第14回、第15回、第16回と常に優勝しており5連覇を成し遂げている。また、2016年に史上最年少中学2年14歳の将棋棋士として四段プロ入り以降、藤井の将棋界での活躍ぶりがマスコミの話題になる中、藤井が参加した詰将棋解答選手権も一般報道で取り上げられ、大会の存在が幅広い将棋ファンにも知られるようになったことで、2018年の第15回大会は、詰将棋解答選手権の参加者が前回735名から1365名にまで倍増し、藤井が参加するチャンピオン戦で名古屋に特設会場、一般戦・初級戦では藤井の居住地である瀬戸市にも会場が設けられた。なお、第17回大会から第20回までは、新型コロナウイルス感染症の流行によりチャンピオン戦が開催されず、この間に藤井が将棋公式戦でタイトル獲得と防衛を積み重ねて2023年には8タイトルを独占するまでになった。久々にチャンピオン戦が行われた第21回大会は、藤井がタイトルを保持していた第73期王将戦と第49期棋王戦の番勝負が3月に組まれていた事情もあり、不参加となっている。第22回大会も第74期王将戦次第では不参加の可能性もあったが、早期決着により参加となった。優勝し、参加した回では6連覇となった。
| クラス         | 第1回  | 第2回  | 第3回  | 第4回  | 第5回  | 第6回               | 第7回              | 第8回                   | 第9回               | 第10回             |
| -------------- | ------ | ------ | ------ | ------ | ------ | ------------------- | ------------------ | ----------------------- | ------------------- | ------------------ |
| チャンピオン戦 | 不参加 | 不参加 | 不参加 | 不参加 | 不参加 | 不参加              | 不参加             | 関西第13位 （51 / 180） | 第34位 （54 / 177） | 第5位 （80 / 141） |
| 一般戦         | 不参加 | 不参加 | 不参加 | 不参加 | 不参加 | 不参加              | 第21位 （30 / 70） | 出場 （順位不明）       | 第2位 （30 / 16）   | 不参加             |
| 初級戦         | 不参加 | 不参加 | 不参加 | 不参加 | 不参加 | 初出場 （順位不明） | 出場 （順位不明）  | 第1位 （30 / 3）        | 不参加              | 不参加             |

| クラス         | 第11回              | 第12回              | 第13回             | 第14回             | 第15回              | 第16回               | 第17回   | 第18回   | 第19回   | 第20回   |
| -------------- | ------------------- | ------------------- | ------------------ | ------------------ | ------------------- | -------------------- | -------- | -------- | -------- | -------- |
| チャンピオン戦 | 第23位 （73 / 110） | 第1位 （100 / 159） | 第1位 （90 / 110） | 第1位 （91 / 114） | 第1位 （100 / 145） | 第1位 （98.5 / 145） | 開催中止 | 開催中止 | 開催中止 | 開催中止 |

| クラス         | 第21回 | 第22回              |
| -------------- | ------ | ------------------- |
| チャンピオン戦 | 不参加 | 第1位 （100 / 121） |

## 各回の参加者数・開催会場
詰将棋解答選手権の各回情報一覧#各回の参加者数・開催会場を参照。

## 各回の詰将棋作家と詰手数
詰将棋解答選手権の各回情報一覧#各回の詰将棋作家と詰手数を参照。
過去の出題作品は詰将棋解答選手権 出題作一覧で公開されている。

## クラス
いずれのクラスも参加資格は特にないので、誰でもチャンピオン戦への参加が可能である。チャンピオン戦と「一般戦・初級戦」の開催日は別日のことが多く、また、一般戦と初級戦は時間が異なるため、複数のクラスに参加することもできる。
参加費は開催年度や会場によって多少異なるが、チャンピオン戦は2000円（女性・高校生以下は1000円）、一般戦・初級戦は各1000円（一般戦と初級戦同時参加は1500円）であることが多い。また、前回上位入賞者は参加費が免除される。
- チャンピオン戦
  - 2ラウンド制。1ラウンド90分の制限時間。
    - 2014年（第11回）までは、第1ラウンドに7〜19手詰が6問、第2ラウンドに21〜39手詰が4問出題された。
    - 2015年（第12回）からは、第1ラウンド、第2ラウンドともに7〜39手詰の問題を5問ずつ出題されている[注釈 9]。

  - 1問10点で100点満点。
    - 2008年（第5回）までは、1問5点で50点満点だった。部分点も採用されていた[34]。

  - 部分点あり。初手から連続して（4×N）手まで正解している場合、N点の部分点が与えられる。
- 一般戦（第2回より開催）
  - 1ラウンド制。6問で60分の時間制限。
    - 2010年（第7回）までは、5〜17手詰が6問出題された。（制限時間90分）
    - 2011年（第8回）からは、5〜15手詰が6問出題されている。

  - 1問5点で30点満点。
  - 部分点あり。初手から連続して（4×N）手まで正解している場合、N点の部分点が与えられる。
- 初級戦（第3回より開催）
  - 1ラウンド制。6問で40分の制限時間。
    - 2008年（第5回）までは、3〜5手詰が10問出題された。（制限時間90分）
    - 2009年（第6回）と2010年（第7回）は制限時間が45分であった。
    - 2009年（第6回）からは、1〜5手詰が6問出題されている。
    - 2011年（第8回）からは、何手詰であるか手数が問題に明記されるようになった。

  - 1問5点で30点満点。
  - 初級戦は部分点なし。

## 競技ルール
- 順位の付け方は「点数が高い順」であり、同点の場合は「解答時間が短い順」となる。点数と解答時間が同率の場合は同順位となる[35]。
- 使用時間は、1分未満切り捨てとする。
- 得点が0点の場合、途中退室していたとしても、使用時間は制限時間そのものとする。
- 誤記の際の減点について
  - 誤記とは「正答の符号と異なるものの、正答と同等の手順として認識できるもの」を指す。例えば、指し手の曖昧性がない状況において、「符号を間違えて2五桂を2六桂と書いてしまった」「飛成を龍と書いてしまった」「成、不成を書き忘れた」などの場合と採点要領に記載されている[36]。
  - 2016年（第13回）までは、参加者に配布したルールには「正しく詰ましていても、重大な誤記などを含む答案は、誤記の1手分について1点減点する」（初級戦を除く）と書かれていたものの、実際には運営者側の一般戦採点要領に「明らかな誤記と推測できる解答は、甘く採点して正答にしてあげてください」と明記されていたことで採点基準に曖昧性が残り、そのことが発覚した2016年に物議を醸した[36]。
    - 実行委員としては、誤記を即座に誤答とするのではなく、実質的に解けているものの書き損じた場合に無得点となってしまうのは可哀想であるという思いから減点として処理するという考えが根本にあるとのこと。
    - ただし、いずれにしても同じ回の大会において人によって採点基準が異なることはなく、必ず不公平が生じないように実行委員で議論した上で採点基準を統一するという手続きが行われている。

  - 2019年（第16回）からは、誤記は1点ではなく0.5点減点とルールが改正された。
    - このルール改正のきっかけとなったのは、実行委員からの指摘で0.5点にしないとおかしい、と問題提起がされたためである。その詳細は公表されていないが、おそらく「部分点なし」の解答と「部分点ありだが誤記がある」場合の差別化をしたい目的であると考えられる。
- 問題は手数順に並んでいる。（2015年（第12回）以降のチャンピオン戦を除く）
- 何手詰であるか手数の表示は無い。（2011年（第8回）以降の初級戦を除く）
- 解答は、解答用紙に設けてある枠の中に、1手ずつ書くこと。（以下は、詰将棋解答選手権で解答するときの注意[37]）
  - 「▲」「△」は書く必要はありません。
  - 5七→57、3九→39と符号を数字で書いてもかまいません。
  - 「不成」を「生」と書いてもかまいません。
  - 解答の最後に「まで○手詰」と書きましょう。
  - 成ると詰むが成らないと詰まない、あるいはその逆のとき（限定のとき）は「成」「不成」を書きましょう。
  - 答えはひらがなで構いません。「7六歩」をひらがなで書くときは「7ろくふ」ではなく「76ふ」で正解になります[35]。
- 部分点の設定は、4手ごとに1点。例えば10手目まで正しい手順を答えた場合は部分点2点が与えられる。部分点の最大は問題の手数によって異なるが、最大でも満点未満（10点問題なら部分点の最大は9点）となる。
  - 部分点は第1回大会から採用されていたが、部分点が4手ごとに1点という方式となったのは2009年（第6回）大会からである。
  - オンライン会場となった2020年（第17回）からは、オンラインシステムの都合上、部分点がなく、完全な正答の場合のみ得点が得られるようなルールとなっている。
- 変化別詰を答えた答案は、誤答扱いとする。（ただし、余詰が発覚した場合は、その余詰手順も正答とし採点が行われる）
- 電子機器の持ち込みは原則禁止（音がなるなど動作した時点で退場）である。第1回からチャンピオン戦では「競技中に携帯電話が鳴った場合は即失格」とされているが、一般戦・初級戦の場合は「即失格ではなくて、その時点で答案を提出して退場」と定められている[38]。
- スマホを時計代わりに見るのは禁止されているが（スマートウォッチではない）腕時計は使用が認められている。なお競技中は試験官が「残り30分」「残り10分」「残り5分」「残り1分」のコールをする。
- 「残り1分です」のコールがあった後は、競技終了まで答案を提出することはできない。
- 答案を提出した後は、すみやかに退室しなければならない。その後は、会場に戻ることはできない。
- 競技途中には、いかなる理由であれ、いったん退室してまた戻ることはできない。（地震などの緊急を要する避難等、主催者が認める場合を除く）
- 会場では参加者1名につき1つの長机が用意され、他の解答者とも間隔が十分空けられている[39]。
- 問題は紙で印刷されたものに鉛筆で書き込んで解答するが、会場では原則として将棋盤と将棋駒も用意されており継盤として使用することができる（一部の地域会場では用意されていないことがある）。自身の使い慣れた駒盤を使いたい人は持ち込むこともできるが「競技中にあまり駒音をたてないこと」を要請されている。なお、プロ棋士・女流棋士・奨励会員は駒盤を使わずに解いている（使うことが禁止されているわけではない）[40]。

## 歴史
若島正は詰将棋作家の他にチェス・プロブレム作家でもあり「チェス・プロブレム専門誌 "Problem Paradise"」編集長、日本チェス・プロブレム協会会長、チェス将棋交流協会理事長である。詰将棋、チェス・プロブレムともに解答者としても実績があり、チェス・プロブレムでは最高資格の「グランド・マスター」に次ぐ「インターナショナル・マスター」の資格を1997年に日本人で初めて獲得し、世界ランキング8位にまでなった。
若島は2003年に、チェス・プロブレムの世界大会で行われている「解答選手権」と同じものを詰将棋でもやってみたらどうかと思い立ち、2004年2月に第1回となる「詰将棋解答選手権」（2004年当時はチャンピオン戦のみ）を開催した。開催の裏には若島の「詰将棋が得意なことで有名な〈スーパーあつしくん〉こと宮田敦史四段の実力が実際にどれくらいなのか、この目で確かめてみたかった」という目論見があった。このため、第1回には招待選手として宮田敦史四段、上野裕和四段、趙国栄氏（シャンチーの世界チャンピオン）の招待選手3名を含む、28名が参加した。
若島の目論見通り、第1回詰将棋解答選手権のチャンピオンに輝いたのは「スーパーあつしくん」こと宮田敦史四段（76分で全問正解）であった。若島は第1回の開催前から「今後の展開としては、短くて易しい問題を揃えて楽しんでもらうのを目的にした、一般の部を別に設けて、チャンピオン戦（こちらはレベルが高くてもかまわない）と並行して行うという線を考えている」と語っており、第2回からは5〜17手詰を扱った一般戦が、第3回からは3〜5手詰を扱った初級戦が開催されることとなった。
当初はチャンピオン戦に招待選手という形で宮田敦史を始めとするプロ棋士に参加してもらっていたが、参加の常連となった棋士たちから自発的に参加するという意向を受けて、現在では通常の参加枠でプロ棋士、女流棋士、（奨励会員含む）アマチュアに参加してもらっている。このため、採点基準や表彰に関してプロ棋士とアマチュアに区別はなくなっている。
2004年（第1回）よりチェス将棋交流協会理事長である若島正が実行委員長を務めていたが、2014年（第11回）から全日本詰将棋連盟（全詰連）会長の柳田明が実行委員長を引き継いだ。実行委員の座を降りた若島は2014年（第11回）の詰将棋解答選手権に初参加し、宮田敦史六段（126分で84点、第3位）を抑え、61歳で堂々の優勝（110分で89点、単独1位）を果たした。なお、第2位は竹中健一アマ（121分で84点）であり、アマチュアが1位と2位を初めて占めたことにも注目が集まった。
2020年（第17回）からは新型コロナウイルス感染症の流行に伴い現地開催ができなくなり、チャンピオン戦は開催中止、一般戦と初級戦はオンライン会場にて開催されることとなった。オンライン会場ではオンラインシステムを使う都合上、部分点が無くなったり、不正対策が十分できないことなどにより「参加方法・採点方法が特殊なため、詰将棋解答選手権の公式記録としては扱いません」と明記されており、あくまで詰将棋を楽しむイベントとして実施されている。2023年（第20回）までは一般戦・初級戦のオンライン会場のみで開催された。
2024年（第21回)は5年ぶりのチャンピオン戦が東京と大阪の二会場で開催され、一般戦・初級戦は全国17会場とオンライン会場の両方で開催された。